# Élections municipales de 2020 dans la Vienne
Des élections municipales dans la Vienne étaient prévues les 15 et 22 mars 2020. Comme dans le reste de la France, le report du second tour est annoncé en pleine crise sanitaire liée à la propagation du coronavirus (Covid-19). Il a finalement lieu le 28 juin 2020.

## Analyse
Au premier tour, la totalité des conseillers municipaux et communautaires ont été élus sur plus de 90 % des communes du département (241 sur 266). L'élection des maires et adjoints qui devait s'effectuer avant le 23 mars est reportée en raison de la pandémie de maladie à coronavirus. Les conseillers municipaux élus dès le premier tour entrent finalement en fonction le 18 mai 2020, tandis que les maires et les adjoints devraient être élus lors de la première réunion de chaque conseil municipal, prévue entre le 23 et le 28 mai.
Le deuxième tour prévu initialement le 22 mars est également reporté sine die.

## Maires sortants et maires élus
Le scrutin est marqué par une grande stabilité politique, hormis le gain de Montmorillon par un candidat divers gauche et surtout de Poitiers par EELV. A noter la victoire de la droite à Buxerolles, bastion de gauche depuis 2001.
| Commune                                  | Population | Maire sortant          | Parti | Parti | Maire élu              | Parti | Parti |
| ---------------------------------------- | ---------- | ---------------------- | ----- | ----- | ---------------------- | ----- | ----- |
| Buxerolles                               | 10 042     | Jean-Louis Chardonneau |       | DVG   | Gérald Blanchard       |       | DVD   |
| Chasseneuil-du-Poitou                    | 4 687      | Claude Eidelstein      |       | DVD   | Claude Eidelstein      |       | DVD   |
| Châtellerault                            | 31 733     | Jean-Pierre Abelin     |       | UDI   | Jean-Pierre Abelin     |       | UDI   |
| Chauvigny                                | 7 045      | Gérard Herbert         |       | DVD   | Gérard Herbert         |       | DVD   |
| Fontaine-le-Comte                        | 3 871      | Philippe Brottier      |       | PS    | Sylvie Aubert          |       | DVG   |
| Jaunay-Marigny                           | 7 587      | Jérôme Neveux          |       | UDI   | Jérôme Neveux          |       | UDI   |
| Loudun                                   | 6 740      | Joël Dazas             |       | DVD   | Joël Dazas             |       | DVD   |
| Mignaloux-Beauvoir                       | 4 801      | Gérard Sol             |       | PS    | Dany Coineau           |       | PS    |
| Migné-Auxances                           | 6 127      | Florence Jardin        |       | DVG   | Florence Jardin        |       | DVG   |
| Montamisé                                | 3 665      | Corine Sauvage         |       | DVG   | Corine Sauvage         |       | DVG   |
| Montmorillon                             | 5 911      | Ernest Colin           |       | DVD   | Bernard Blanchet       |       | DVG   |
| Naintré                                  | 5 908      | Christine Piaulet      |       | PS    | Christian Michaud      |       | DVG   |
| Neuville-de-Poitou                       | 5 308      | Séverine Saint-Pé      |       | LR    | Séverine Saint-Pé      |       | LR    |
| Poitiers                                 | 88 665     | Alain Claeys           |       | PS    | Léonore Moncond'huy    |       | EELV  |
| Saint-Benoît                             | 7 112      | Dominique Clément      |       | DVD   | Bernard Peterlongo     |       | DVD   |
| Saint-Georges-lès-Baillargeaux           | 4 200      | Jean-Claude Boutet     |       | DVD   | Éric Ghirlanda         |       | DVD   |
| Saint-Martin-la-Pallu                    | 5 563      | Henri Renaudeau        |       | DVD   | Henri Renaudeau        |       | DVD   |
| Valence-en-Poitou                        | 4 461      | Philippe Bellin        |       | DVG   | Philippe Bellin        |       | DVG   |
| Vivonne                                  | 4 377      | Maurice Ramblière      |       | DVD   | Rose-Marie Bertaud     |       | LR    |
| Vouillé                                  | 3 689      | Éric Martin            |       | DVD   | Éric Martin            |       | DVD   |
| Vouneuil-sous-Biard                      | 5 978      | Alain Tanguy           |       | DVD   | Jean-Charles Auzanneau |       | DVD   |
| * Ne sont pas candidat à leur réélection |            |                        |       |       |                        |       |       |

### Résultats en nombre de maires
| Partis       | Partis                    | Maires sortants | Maires élus | Évolution     |
| ------------ | ------------------------- | --------------- | ----------- | ------------- |
|              | Divers droite             | 10              | 9           | 1             |
|              | Les Républicains          | 6               | 5           | 1             |
|              | UDI                       | 3               | 3           | en stagnation |
| Total droite | Total droite              | 19              | 17          | 2             |
|              | Divers centre             | 0               | 2           | 2             |
| Total centre | Total centre              | 0               | 2           | 2             |
|              | Divers gauche             | 8               | 9           | 1             |
|              | Parti socialiste          | 8               | 2           | 6             |
|              | Europe Écologie Les Verts | 0               | 1           | 1             |
| Total gauche | Total gauche              | 16              | 12          | 4             |
|              | Sans étiquette            | 12              | 16          | 4             |
| Total        | Total                     | 47              | 47          | -             |

## Résultats dans les communes de plus de2 000 habitants

### Avanton
- Maire sortante: Anita Poupeau (SE), est candidate à sa succession.

|                          | Anita Poupeau            | SE                       | 543   | 100   | 19 | 2 |  |  |
|                          |                          |                          |       |       |    |   |  |  |
| Votes valides            | Votes valides            | Votes valides            | 543   | 86,60 |    |   |  |  |
| Votes blancs             | Votes blancs             | Votes blancs             | 33    | 5,26  |    |   |  |  |
| Votes nuls               | Votes nuls               | Votes nuls               | 51    | 8,13  |    |   |  |  |
| Total                    | Total                    | Total                    | 627   | 100   | 19 | 2 |  |  |
| Abstention               | Abstention               | Abstention               | 972   | 60,79 |    |   |  |  |
| Inscrits / participation | Inscrits / participation | Inscrits / participation | 1 599 | 39,21 |    |   |  |  |

### Beaumont-Saint-Cyr
- Maire sortant : Nicolas Réveillault (SE), est candidat à sa succession.

| Tête de liste | Tête de liste       | Liste       | Premier tour | Premier tour | Sièges | Sièges |
| Tête de liste | Tête de liste       | Liste       | Voix         | %            | CM     | CC     |
| ------------- | ------------------- | ----------- | ------------ | ------------ | ------ | ------ |
|               | Nicolas Réveillault | SE          | 602          | 100,00       | 27     | 1      |
|               |                     |             |              |              |        |        |
| Inscrits      | Inscrits            | Inscrits    | 2 187        | 100,00       |        |        |
| Abstentions   | Abstentions         | Abstentions | 1 413        | 64,61        |        |        |
| Votants       | Votants             | Votants     | 774          | 35,39        |        |        |
| Blancs        | Blancs              | Blancs      | 72           | 3,29         |        |        |
| Nuls          | Nuls                | Nuls        | 100          | 4,57         |        |        |
| Exprimés      | Exprimés            | Exprimés    | 602          | 27,53        |        |        |

### Boivre-la-Vallée
- Maire sortant : Rodolphe Guyonneau (SE), n'est pas candidat à sa succession.

| Tête de liste | Tête de liste  | Liste       | Premier tour | Premier tour | Sièges | Sièges |
| Tête de liste | Tête de liste  | Liste       | Voix         | %            | CM     | CC     |
| ------------- | -------------- | ----------- | ------------ | ------------ | ------ | ------ |
|               | Dany Dubernard | SE          | 462          | 100,00       | 27     | 3      |
|               |                |             |              |              |        |        |
| Inscrits      | Inscrits       | Inscrits    | 2 278        | 100,00       |        |        |
| Abstentions   | Abstentions    | Abstentions | 1 499        | 65,80        |        |        |
| Votants       | Votants        | Votants     | 779          | 34,20        |        |        |
| Blancs        | Blancs         | Blancs      | 66           | 2,90         |        |        |
| Nuls          | Nuls           | Nuls        | 251          | 11,02        |        |        |
| Exprimés      | Exprimés       | Exprimés    | 462          | 20,28        |        |        |

### Bonneuil-Matours
- Maire sortante: Isabelle Barreau (DVD), est candidate à sa succession.

| Tête de liste | Tête de liste    | Liste       | Premier tour | Premier tour | Sièges | Sièges |
| Tête de liste | Tête de liste    | Liste       | Voix         | %            | CM     | CC     |
| ------------- | ---------------- | ----------- | ------------ | ------------ | ------ | ------ |
|               | Franck Bonnard   | SE          | 446          | 53,60        | 15     | 1      |
|               | Isabelle Barreau | DVD         | 386          | 46,39        | 4      | 0      |
|               |                  |             |              |              |        |        |
| Inscrits      | Inscrits         | Inscrits    | 1 641        | 100,00       |        |        |
| Abstentions   | Abstentions      | Abstentions | 783          | 47,71        |        |        |
| Votants       | Votants          | Votants     | 858          | 52,29        |        |        |
| Blancs        | Blancs           | Blancs      | 11           | 0,67         |        |        |
| Nuls          | Nuls             | Nuls        | 15           | 0,91         |        |        |
| Exprimés      | Exprimés         | Exprimés    | 832          | 50,70        |        |        |

### Buxerolles
- Maire sortant : Jean-Louis Chardonneau (DVG), n'est pas candidat à sa succession.

| Tête de liste | Tête de liste    | Liste       | Premier tour | Premier tour | Second tour | Second tour | Sièges | Sièges |
| Tête de liste | Tête de liste    | Liste       | Voix         | %            | Voix        | %           | CM     | CC     |
| ------------- | ---------------- | ----------- | ------------ | ------------ | ----------- | ----------- | ------ | ------ |
|               | Ludovic Devergne | DVG         | 1 425        | 44,04        | 1 574       | 45,55       | 7      | 1      |
|               | Gérald Blanchard | DVD         | 1 368        | 42,28        | 1 881       | 54,44       | 26     | 3      |
|               | Arnaud Fage      | RN          | 246          | 7,60         |             |             |        |        |
|               | Aïda Jaafar      | DVC         | 196          | 6,05         |             |             |        |        |
|               |                  |             |              |              |             |             |        |        |
| Inscrits      | Inscrits         | Inscrits    | 7 349        | 100,00       | 7 355       | 100,00      |        |        |
| Abstentions   | Abstentions      | Abstentions | 4 038        | 54,95        | 3 811       | 51,82       |        |        |
| Votants       | Votants          | Votants     | 3 311        | 45,05        | 3 544       | 48,18       |        |        |
| Blancs        | Blancs           | Blancs      | 37           | 0,50         | 60          | 1,69        |        |        |
| Nuls          | Nuls             | Nuls        | 39           | 0,53         | 29          | 0,39        |        |        |
| Exprimés      | Exprimés         | Exprimés    | 3 235        | 44,02        | 3 455       | 46,97       |        |        |

### Chasseneuil-du-Poitou
- Maire sortant : Claude Eidelstein (DVD), est candidat à sa succession.

| Tête de liste | Tête de liste     | Liste       | Premier tour | Premier tour | Sièges | Sièges |
| Tête de liste | Tête de liste     | Liste       | Voix         | %            | CM     | CC     |
| ------------- | ----------------- | ----------- | ------------ | ------------ | ------ | ------ |
|               | Claude Eidelstein | DVD         | 723          | 100,00       | 27     | 1      |
|               |                   |             |              |              |        |        |
| Inscrits      | Inscrits          | Inscrits    | 2 733        | 100,00       |        |        |
| Abstentions   | Abstentions       | Abstentions | 1 891        | 69,19        |        |        |
| Votants       | Votants           | Votants     | 842          | 30,81        |        |        |
| Blancs        | Blancs            | Blancs      | 40           | 1,46         |        |        |
| Nuls          | Nuls              | Nuls        | 79           | 2,89         |        |        |
| Exprimés      | Exprimés          | Exprimés    | 723          | 26,45        |        |        |

### Châtellerault
- Maire sortant : Jean-Pierre Abelin (UDI), est candidat à sa succession.

| Tête de liste | Tête de liste      | Liste       | Premier tour | Premier tour | Sièges | Sièges |
| Tête de liste | Tête de liste      | Liste       | Voix         | %            | CM     | CC     |
| ------------- | ------------------ | ----------- | ------------ | ------------ | ------ | ------ |
|               | Jean-Pierre Abelin | UDI         | 3 715        | 50,27        | 31     | 22     |
|               | Françoise Méry     | PS          | 1 156        | 15,64        | 3      | 2      |
|               | Didier Simonet     | PCF         | 853          | 11,54        | 2      | 2      |
|               | Marion Latus       | RN          | 726          | 9,82         | 2      | 1      |
|               | David Simon        | LREM        | 609          | 8,24         | 1      | 1      |
|               | Patrice Villeret   | LO          | 230          | 3,11         |        |        |
|               | Fabrice Auger      | UDMF        | 101          | 1,36         |        |        |
|               |                    |             |              |              |        |        |
| Inscrits      | Inscrits           | Inscrits    | 22 565       | 100,00       |        |        |
| Abstentions   | Abstentions        | Abstentions | 15 010       | 66,52        |        |        |
| Votants       | Votants            | Votants     | 7 555        | 33,48        |        |        |
| Blancs        | Blancs             | Blancs      | 62           | 0,27         |        |        |
| Nuls          | Nuls               | Nuls        | 103          | 0,46         |        |        |
| Exprimés      | Exprimés           | Exprimés    | 7 390        | 32,75        |        |        |

### Chauvigny
- Maire sortant : Gérard Herbert (DVD), est candidat à sa succession.

| Tête de liste | Tête de liste     | Liste       | Premier tour | Premier tour | Sièges | Sièges |
| Tête de liste | Tête de liste     | Liste       | Voix         | %            | CM     | CC     |
| ------------- | ----------------- | ----------- | ------------ | ------------ | ------ | ------ |
|               | Gérard Herbert    | DVD         | 1 314        | 56,80        | 24     | 2      |
|               | Jean-Luc Morisset | DVG         | 583          | 25,20        | 3      | 0      |
|               | Sandrine Lemoine  | DVG         | 416          | 17,98        | 2      | 0      |
|               |                   |             |              |              |        |        |
| Inscrits      | Inscrits          | Inscrits    | 5 269        | 100,00       |        |        |
| Abstentions   | Abstentions       | Abstentions | 2 884        | 54,74        |        |        |
| Votants       | Votants           | Votants     | 2 385        | 45,26        |        |        |
| Blancs        | Blancs            | Blancs      | 26           | 0,49         |        |        |
| Nuls          | Nuls              | Nuls        | 46           | 0,87         |        |        |
| Exprimés      | Exprimés          | Exprimés    | 2 313        | 43,90        |        |        |

### Cissé
- Maire sortante: Annette Savin (LR), est candidate à sa succession.

| Tête de liste | Tête de liste | Liste       | Premier tour | Premier tour | Sièges | Sièges |
| Tête de liste | Tête de liste | Liste       | Voix         | %            | CM     | CC     |
| ------------- | ------------- | ----------- | ------------ | ------------ | ------ | ------ |
|               | Annette Savin | LR          | 514          | 100,00%      | 23     | 3      |
|               |               |             |              |              |        |        |
| Inscrits      | Inscrits      | Inscrits    | 2 113        | 100,00       |        |        |
| Abstentions   | Abstentions   | Abstentions | 1 506        | 71,27        |        |        |
| Votants       | Votants       | Votants     | 607          | 28,73        |        |        |
| Blancs        | Blancs        | Blancs      | 39           | 1,85         |        |        |
| Nuls          | Nuls          | Nuls        | 54           | 2,56         |        |        |
| Exprimés      | Exprimés      | Exprimés    | 514          | 24,33        |        |        |

### Civray
- Maire sortant : Gilbert Jaladeau (SE), est candidat à sa succession.

| Tête de liste | Tête de liste    | Liste       | Premier tour | Premier tour | Sièges | Sièges |
| Tête de liste | Tête de liste    | Liste       | Voix         | %            | CM     | CC     |
| ------------- | ---------------- | ----------- | ------------ | ------------ | ------ | ------ |
|               | Pascal Lecamp    | SE          | 564          | 61,97        | 19     | 3      |
|               | Gilbert Jaladeau | SE          | 346          | 38,02        | 4      | 1      |
|               |                  |             |              |              |        |        |
| Inscrits      | Inscrits         | Inscrits    | 1 804        | 100,00       |        |        |
| Abstentions   | Abstentions      | Abstentions | 866          | 48,00        |        |        |
| Votants       | Votants          | Votants     | 938          | 52,00        |        |        |
| Blancs        | Blancs           | Blancs      | 14           | 0,78         |        |        |
| Nuls          | Nuls             | Nuls        | 14           | 0,78         |        |        |
| Exprimés      | Exprimés         | Exprimés    | 910          | 50,44        |        |        |

### Dangé-Saint-Romain
- Maire sortant : Claude Daguisé (PS), n'est pas candidat à sa succession.

| Tête de liste | Tête de liste            | Liste       | Premier tour | Premier tour | Sièges | Sièges |
| Tête de liste | Tête de liste            | Liste       | Voix         | %            | CM     | CC     |
| ------------- | ------------------------ | ----------- | ------------ | ------------ | ------ | ------ |
|               | Nathalie Marquès-Nauleau | SE          | 758          | 100,00       | 23     | 2      |
|               |                          |             |              |              |        |        |
| Inscrits      | Inscrits                 | Inscrits    | 2 355        | 100,00       |        |        |
| Abstentions   | Abstentions              | Abstentions | 1 457        | 61,87        |        |        |
| Votants       | Votants                  | Votants     | 898          | 38,13        |        |        |
| Blancs        | Blancs                   | Blancs      | 43           | 1,83         |        |        |
| Nuls          | Nuls                     | Nuls        | 97           | 4,12         |        |        |
| Exprimés      | Exprimés                 | Exprimés    | 758          | 32,19        |        |        |

### Dissay
- Maire sortant : Michel François (DVG), est candidat à sa succession.

| Tête de liste | Tête de liste   | Liste       | Premier tour | Premier tour | Sièges | Sièges |
| Tête de liste | Tête de liste   | Liste       | Voix         | %            | CM     | CC     |
| ------------- | --------------- | ----------- | ------------ | ------------ | ------ | ------ |
|               | Michel François | DVG         | 720          | 100,00%      | 23     | 1      |
|               |                 |             |              |              |        |        |
| Inscrits      | Inscrits        | Inscrits    | 2 342        | 100,00       |        |        |
| Abstentions   | Abstentions     | Abstentions | 1 529        | 65,29        |        |        |
| Votants       | Votants         | Votants     | 813          | 34,71        |        |        |
| Blancs        | Blancs          | Blancs      | 27           | 1,15         |        |        |
| Nuls          | Nuls            | Nuls        | 66           | 2,82         |        |        |
| Exprimés      | Exprimés        | Exprimés    | 720          | 30,74        |        |        |

### Fontaine-le-Comte
- Maire sortant : Philippe Brottier (DVG), n'est pas candidat à sa succession.

| Tête de liste | Tête de liste       | Liste       | Premier tour | Premier tour | Sièges | Sièges |
| Tête de liste | Tête de liste       | Liste       | Voix         | %            | CM     | CC     |
| ------------- | ------------------- | ----------- | ------------ | ------------ | ------ | ------ |
|               | Sylvie Aubert       | DVG         | 932          | 65,35        | 23     | 1      |
|               | Jean-Claude Ballage | DVG         | 494          | 34,64        | 4      | 0      |
|               |                     |             |              |              |        |        |
| Inscrits      | Inscrits            | Inscrits    | 3 094        | 100,00       |        |        |
| Abstentions   | Abstentions         | Abstentions | 1 618        | 52,29        |        |        |
| Votants       | Votants             | Votants     | 1 476        | 47,71        |        |        |
| Blancs        | Blancs              | Blancs      | 28           | 0,90         |        |        |
| Nuls          | Nuls                | Nuls        | 22           | 0,71         |        |        |
| Exprimés      | Exprimés            | Exprimés    | 1 426        | 46,09        |        |        |

### Iteuil
- Maire sortante: Françoise Micault (SE), est candidate à sa succession.

| Tête de liste | Tête de liste     | Liste       | Premier tour | Premier tour | Sièges | Sièges |
| Tête de liste | Tête de liste     | Liste       | Voix         | %            | CM     | CC     |
| ------------- | ----------------- | ----------- | ------------ | ------------ | ------ | ------ |
|               | Françoise Micault | SE          | 807          | 77,15        | 21     | 4      |
|               | Patrick Maillou   | SE          | 239          | 22,84        | 2      | 0      |
|               |                   |             |              |              |        |        |
| Inscrits      | Inscrits          | Inscrits    | 2 235        | 100,00       |        |        |
| Abstentions   | Abstentions       | Abstentions | 1 146        | 51,28        |        |        |
| Votants       | Votants           | Votants     | 1 089        | 48,72        |        |        |
| Blancs        | Blancs            | Blancs      | 13           | 0,58         |        |        |
| Nuls          | Nuls              | Nuls        | 30           | 1,34         |        |        |
| Exprimés      | Exprimés          | Exprimés    | 1 046        | 46,80        |        |        |

### Jaunay-Marigny
- Maire sortant : Jérôme Neveux (UDI), est candidat à sa succession.

| Tête de liste | Tête de liste      | Liste       | Premier tour | Premier tour | Sièges | Sièges |
| Tête de liste | Tête de liste      | Liste       | Voix         | %            | CM     | CC     |
| ------------- | ------------------ | ----------- | ------------ | ------------ | ------ | ------ |
|               | Jérôme Neveux      | UDI-DVD     | 1 569        | 63,16        | 27     | 3      |
|               | Carole Pinson      | DVC         | 621          | 25,00        | 4      | 0      |
|               | Dany Lagrandmaison | DVG         | 294          | 11,83        | 2      | 0      |
|               |                    |             |              |              |        |        |
| Inscrits      | Inscrits           | Inscrits    | 5 421        | 100,00       |        |        |
| Abstentions   | Abstentions        | Abstentions | 2 871        | 52,96        |        |        |
| Votants       | Votants            | Votants     | 2 550        | 47,04        |        |        |
| Blancs        | Blancs             | Blancs      | 21           | 0,39         |        |        |
| Nuls          | Nuls               | Nuls        | 45           | 0,83         |        |        |
| Exprimés      | Exprimés           | Exprimés    | 2 484        | 45,82        |        |        |

### Lencloître
- Maire sortant : Henri Colin (UDI), est candidat à sa succession.

| Tête de liste | Tête de liste | Liste       | Premier tour | Premier tour | Sièges | Sièges |
| Tête de liste | Tête de liste | Liste       | Voix         | %            | CM     | CC     |
| ------------- | ------------- | ----------- | ------------ | ------------ | ------ | ------ |
|               | Henri Colin   | UDI         | 538          | 100,00       | 19     | 2      |
|               |               |             |              |              |        |        |
| Inscrits      | Inscrits      | Inscrits    | 1 796        | 100,00       |        |        |
| Abstentions   | Abstentions   | Abstentions | 1 173        | 65,31        |        |        |
| Votants       | Votants       | Votants     | 623          | 34,69        |        |        |
| Blancs        | Blancs        | Blancs      | 19           | 1,06         |        |        |
| Nuls          | Nuls          | Nuls        | 66           | 3,67         |        |        |
| Exprimés      | Exprimés      | Exprimés    | 538          | 29,96        |        |        |

### Ligugé
- Maire sortante: Joëlle Peltier (SE), n'est pas candidate à sa succession.

| Tête de liste | Tête de liste | Liste       | Premier tour | Premier tour | Sièges | Sièges |
| Tête de liste | Tête de liste | Liste       | Voix         | %            | CM     | CC     |
| ------------- | ------------- | ----------- | ------------ | ------------ | ------ | ------ |
|               | Bernard Mauzé | SE          | 622          | 100,00       | 23     | 1      |
|               |               |             |              |              |        |        |
| Inscrits      | Inscrits      | Inscrits    | 2 521        | 100,00       |        |        |
| Abstentions   | Abstentions   | Abstentions | 1 737        | 68,90        |        |        |
| Votants       | Votants       | Votants     | 784          | 31,10        |        |        |
| Blancs        | Blancs        | Blancs      | 75           | 2,98         |        |        |
| Nuls          | Nuls          | Nuls        | 87           | 3,45         |        |        |
| Exprimés      | Exprimés      | Exprimés    | 622          | 24,67        |        |        |

### Loudun
- Maire sortant : Joël Dazas (DVD), est candidat à sa succession.

| Tête de liste | Tête de liste | Liste       | Premier tour | Premier tour | Sièges | Sièges |
| Tête de liste | Tête de liste | Liste       | Voix         | %            | CM     | CC     |
| ------------- | ------------- | ----------- | ------------ | ------------ | ------ | ------ |
|               | Joël Dazas    | DVD         | 1 807        | 76,63        | 26     | 15     |
|               | Romain Bonnet | DVD         | 551          | 23,36        | 3      | 2      |
|               |               |             |              |              |        |        |
| Inscrits      | Inscrits      | Inscrits    | 5 044        | 100,00       |        |        |
| Abstentions   | Abstentions   | Abstentions | 2 556        | 50,67        |        |        |
| Votants       | Votants       | Votants     | 2 488        | 49,33        |        |        |
| Blancs        | Blancs        | Blancs      | 65           | 1,29         |        |        |
| Nuls          | Nuls          | Nuls        | 65           | 1,29         |        |        |
| Exprimés      | Exprimés      | Exprimés    | 2 358        | 46,75        |        |        |

### Lusignan
- Maire sortant : René Gibault (PS), n'est pas candidat à sa succession.

| Tête de liste | Tête de liste      | Liste       | Premier tour | Premier tour | Sièges | Sièges |
| Tête de liste | Tête de liste      | Liste       | Voix         | %            | CM     | CC     |
| ------------- | ------------------ | ----------- | ------------ | ------------ | ------ | ------ |
|               | Jean-Louis Ledeux  | DVD         | 578          | 55,89        | 18     | 1      |
|               | Christian Chaintré | SE          | 456          | 44,10        | 5      | 0      |
|               |                    |             |              |              |        |        |
| Inscrits      | Inscrits           | Inscrits    | 1 873        | 100,00       |        |        |
| Abstentions   | Abstentions        | Abstentions | 791          | 42,23        |        |        |
| Votants       | Votants            | Votants     | 1 082        | 57,77        |        |        |
| Blancs        | Blancs             | Blancs      | 21           | 1,12         |        |        |
| Nuls          | Nuls               | Nuls        | 27           | 1,44         |        |        |
| Exprimés      | Exprimés           | Exprimés    | 1 034        | 55,21        |        |        |

### Lussac-les-Châteaux
- Maire sortante: Annie Lagrange (LR), n'est pas candidate à sa succession.

| Tête de liste | Tête de liste  | Liste       | Premier tour | Premier tour | Sièges | Sièges |
| Tête de liste | Tête de liste  | Liste       | Voix         | %            | CM     | CC     |
| ------------- | -------------- | ----------- | ------------ | ------------ | ------ | ------ |
|               | Jean-Luc Madej | SE          | 620          | 100,00       | 19     | 4      |
|               |                |             |              |              |        |        |
| Inscrits      | Inscrits       | Inscrits    | 1 819        | 100,00       |        |        |
| Abstentions   | Abstentions    | Abstentions | 1 077        | 59,21        |        |        |
| Votants       | Votants        | Votants     | 742          | 40,79        |        |        |
| Blancs        | Blancs         | Blancs      | 51           | 2,80         |        |        |
| Nuls          | Nuls           | Nuls        | 71           | 3,90         |        |        |
| Exprimés      | Exprimés       | Exprimés    | 620          | 34,08        |        |        |

### Mignaloux-Beauvoir
- Maire sortant : Gérard Sol (PS), n'est pas candidat à sa succession.

| Tête de liste | Tête de liste | Liste       | Premier tour | Premier tour | Sièges | Sièges |
| Tête de liste | Tête de liste | Liste       | Voix         | %            | CM     | CC     |
| ------------- | ------------- | ----------- | ------------ | ------------ | ------ | ------ |
|               | Dany Coineau  | DVG         | 880          | 100,00       | 27     | 1      |
|               |               |             |              |              |        |        |
| Inscrits      | Inscrits      | Inscrits    | 3 403        | 100,00       |        |        |
| Abstentions   | Abstentions   | Abstentions | 2 401        | 70,56        |        |        |
| Votants       | Votants       | Votants     | 1 002        | 29,44        |        |        |
| Blancs        | Blancs        | Blancs      | 44           | 1,29         |        |        |
| Nuls          | Nuls          | Nuls        | 78           | 2,29         |        |        |
| Exprimés      | Exprimés      | Exprimés    | 880          | 25,86        |        |        |

### Migné-Auxances
- Maire sortante: Florence Jardin (DVG), est candidate à sa succession.

| Tête de liste | Tête de liste     | Liste       | Premier tour | Premier tour | Second tour | Second tour | Sièges | Sièges |
| Tête de liste | Tête de liste     | Liste       | Voix         | %            | Voix        | %           | CM     | CC     |
| ------------- | ----------------- | ----------- | ------------ | ------------ | ----------- | ----------- | ------ | ------ |
|               | Florence Jardin   | DVG         | 985          | 43,83        | 1 010       | 47,55       | 22     | 2      |
|               | Jacky Chauvin     | DVG         | 867          | 38,58        | 936         | 44,06       | 6      | 0      |
|               | Jean-Marc Mazière | DVD         | 395          | 17,57        | 178         | 8,38        | 1      | 0      |
|               |                   |             |              |              |             |             |        |        |
| Inscrits      | Inscrits          | Inscrits    | 4 785        | 100,00       | 4 797       | 100,00      |        |        |
| Abstentions   | Abstentions       | Abstentions | 2 499        | 52,23        | 2 631       | 54,85       |        |        |
| Votants       | Votants           | Votants     | 2 286        | 47,77        | 2 166       | 45,15       |        |        |
| Blancs        | Blancs            | Blancs      | 14           | 0,29         | 21          | 0,44        |        |        |
| Nuls          | Nuls              | Nuls        | 25           | 0,52         | 21          | 0,44        |        |        |
| Exprimés      | Exprimés          | Exprimés    | 2 247        | 46,96        | 2 124       | 44,28       |        |        |

### Mirebeau
- Maire sortant : Daniel Girardeau (LR), est candidat à sa succession.

| Tête de liste | Tête de liste    | Liste       | Premier tour | Premier tour | Sièges | Sièges |
| Tête de liste | Tête de liste    | Liste       | Voix         | %            | CM     | CC     |
| ------------- | ---------------- | ----------- | ------------ | ------------ | ------ | ------ |
|               | Daniel Girardeau | LR          | 406          | 52,59        | 15     | 2      |
|               | Stéphane Omer    | SE          | 366          | 47,40        | 4      | 0      |
|               |                  |             |              |              |        |        |
| Inscrits      | Inscrits         | Inscrits    | 1 494        | 100,00       |        |        |
| Abstentions   | Abstentions      | Abstentions | 690          | 46,18        |        |        |
| Votants       | Votants          | Votants     | 804          | 53,82        |        |        |
| Blancs        | Blancs           | Blancs      | 10           | 0,67         |        |        |
| Nuls          | Nuls             | Nuls        | 22           | 1,47         |        |        |
| Exprimés      | Exprimés         | Exprimés    | 772          | 51,67        |        |        |

### Montamisé
- Maire sortante: Corine Sauvage (DVG), est candidate à sa succession.

| Tête de liste | Tête de liste  | Liste       | Premier tour | Premier tour | Sièges | Sièges |
| Tête de liste | Tête de liste  | Liste       | Voix         | %            | CM     | CC     |
| ------------- | -------------- | ----------- | ------------ | ------------ | ------ | ------ |
|               | Corine Sauvage | DVG         | 851          | 100,00       | 27     | 1      |
|               |                |             |              |              |        |        |
| Inscrits      | Inscrits       | Inscrits    | 2 736        | 100,00       |        |        |
| Abstentions   | Abstentions    | Abstentions | 1 751        | 64,00        |        |        |
| Votants       | Votants        | Votants     | 985          | 36,00        |        |        |
| Blancs        | Blancs         | Blancs      | 62           | 2,27         |        |        |
| Nuls          | Nuls           | Nuls        | 72           | 2,63         |        |        |
| Exprimés      | Exprimés       | Exprimés    | 851          | 31,10        |        |        |

### Montmorillon
- Maire sortant : Ernest Colin (DVD), n'est pas candidat à sa succession.

| Tête de liste | Tête de liste   | Liste       | Premier tour | Premier tour | Sièges | Sièges |
| Tête de liste | Tête de liste   | Liste       | Voix         | %            | CM     | CC     |
| ------------- | --------------- | ----------- | ------------ | ------------ | ------ | ------ |
|               | Guy Gévaudan    | DVG         | 1 699        | 66,28        | 24     | 9      |
|               | Jean-Yves Noyer | DVD         | 864          | 33,71        | 5      | 2      |
|               |                 |             |              |              |        |        |
| Inscrits      | Inscrits        | Inscrits    | 4 347        | 100,00       |        |        |
| Abstentions   | Abstentions     | Abstentions | 1 696        | 39,02        |        |        |
| Votants       | Votants         | Votants     | 2 651        | 60,98        |        |        |
| Blancs        | Blancs          | Blancs      | 39           | 0,90         |        |        |
| Nuls          | Nuls            | Nuls        | 49           | 1,13         |        |        |
| Exprimés      | Exprimés        | Exprimés    | 2 563        | 58,96        |        |        |

### Naintré
- Maire sortante: Christine Piaulet (PS), est candidate à sa succession.

| Tête de liste | Tête de liste         | Liste       | Premier tour | Premier tour | Second tour | Second tour | Sièges | Sièges |
| Tête de liste | Tête de liste         | Liste       | Voix         | %            | Voix        | %           | CM     | CC     |
| ------------- | --------------------- | ----------- | ------------ | ------------ | ----------- | ----------- | ------ | ------ |
|               | Christian Michaud     | DVG         | 849          | 42,72        | 991         | 46,67       | 22     | 4      |
|               | Christine Piaulet     | PS          | 843          | 42,42        | 940         | 44,27       | 6      | 1      |
|               | Jean-François Poisson | G.s         | 295          | 14,84        | 192         | 9,04        | 1      | 0      |
|               |                       |             |              |              |             |             |        |        |
| Inscrits      | Inscrits              | Inscrits    | 4 493        | 100,00       | 4 503       | 100,00      |        |        |
| Abstentions   | Abstentions           | Abstentions | 2 406        | 53,55        | 2 311       | 51,32       |        |        |
| Votants       | Votants               | Votants     | 2 087        | 46,45        | 2 192       | 48,68       |        |        |
| Blancs        | Blancs                | Blancs      | 54           | 1,20         | 36          | 0,80        |        |        |
| Nuls          | Nuls                  | Nuls        | 46           | 1,02         | 33          | 0,73        |        |        |
| Exprimés      | Exprimés              | Exprimés    | 1 987        | 44,22        | 2 123       | 47,15       |        |        |

### Neuville-de-Poitou
- Maire sortante: Séverine Saint-Pé (LR), est candidate à sa succession.

| Tête de liste | Tête de liste     | Liste       | Premier tour | Premier tour | Sièges | Sièges |
| Tête de liste | Tête de liste     | Liste       | Voix         | %            | CM     | CC     |
| ------------- | ----------------- | ----------- | ------------ | ------------ | ------ | ------ |
|               | Séverine Saint-Pé | LR          | 1 005        | 100,00       | 29     | 6      |
|               |                   |             |              |              |        |        |
| Inscrits      | Inscrits          | Inscrits    | 3 809        | 100,00       |        |        |
| Abstentions   | Abstentions       | Abstentions | 2 620        | 68,78        |        |        |
| Votants       | Votants           | Votants     | 1 189        | 31,22        |        |        |
| Blancs        | Blancs            | Blancs      | 82           | 2,15         |        |        |
| Nuls          | Nuls              | Nuls        | 102          | 2,68         |        |        |
| Exprimés      | Exprimés          | Exprimés    | 1 005        | 26,38        |        |        |

### Nieuil-l'Espoir
- Maire sortant : Gilbert Beaujaneau (LR), est candidat à sa succession.

| Tête de liste | Tête de liste      | Liste       | Premier tour | Premier tour | Sièges | Sièges |
| Tête de liste | Tête de liste      | Liste       | Voix         | %            | CM     | CC     |
| ------------- | ------------------ | ----------- | ------------ | ------------ | ------ | ------ |
|               | Gilbert Beaujaneau | LR          | 685          | 100,00       | 23     | 4      |
|               |                    |             |              |              |        |        |
| Inscrits      | Inscrits           | Inscrits    | 1 919        | 100,00       |        |        |
| Abstentions   | Abstentions        | Abstentions | 1 165        | 60,71        |        |        |
| Votants       | Votants            | Votants     | 754          | 39,29        |        |        |
| Blancs        | Blancs             | Blancs      | 22           | 1,15         |        |        |
| Nuls          | Nuls               | Nuls        | 47           | 2,45         |        |        |
| Exprimés      | Exprimés           | Exprimés    | 685          | 35,70        |        |        |

### Nouaillé-Maupertuis
- Maire sortant : Michel Bugnet (SE), est candidat à sa succession.

| Tête de liste | Tête de liste | Liste       | Premier tour | Premier tour | Sièges | Sièges |
| Tête de liste | Tête de liste | Liste       | Voix         | %            | CM     | CC     |
| ------------- | ------------- | ----------- | ------------ | ------------ | ------ | ------ |
|               | Michel Bugnet | SE          | 781          | 100,00       | 23     | 4      |
|               |               |             |              |              |        |        |
| Inscrits      | Inscrits      | Inscrits    | 2 351        | 100,00       |        |        |
| Abstentions   | Abstentions   | Abstentions | 1 482        | 63,04        |        |        |
| Votants       | Votants       | Votants     | 869          | 36,96        |        |        |
| Blancs        | Blancs        | Blancs      | 51           | 2,17         |        |        |
| Nuls          | Nuls          | Nuls        | 37           | 1,57         |        |        |
| Exprimés      | Exprimés      | Exprimés    | 781          | 33,22        |        |        |

### Poitiers
- Maire sortant : Alain Claeys (PS), est candidat à sa succession.

| Tête de liste | Tête de liste       | Liste              | Premier tour | Premier tour | Second tour | Second tour | Sièges | Sièges |
| Tête de liste | Tête de liste       | Liste              | Voix         | %            | Voix        | %           | CM     | CC     |
| ------------- | ------------------- | ------------------ | ------------ | ------------ | ----------- | ----------- | ------ | ------ |
|               | Léonore Moncond'huy | EELV-ND-G.s-PCF-GE | 3 711        | 23,89        | 5 995       | 42,83       | 38     | 27     |
|               | Alain Claeys        | PS                 | 4 382        | 28,21        | 4 983       | 35,60       | 9      | 6      |
|               | Anthony Brottier    | LREM-MoDem         | 2 854        | 18,37        | 3 018       | 21,56       | 6      | 4      |
|               | Christiane Fraysse  | DVG-LFI            | 1 547        | 9,96         |             |             |        |        |
|               | Thierry Alquier     | LR-NC              | 1 525        | 9,81         |             |             |        |        |
|               | Kévin Courtois      | RN                 | 886          | 5,70         |             |             |        |        |
|               | Manon Labaye        | NPA                | 457          | 2,94         |             |             |        |        |
|               | Ludovic Gaillard    | LO                 | 170          | 1,09         |             |             |        |        |
|               |                     |                    |              |              |             |             |        |        |
| Inscrits      | Inscrits            | Inscrits           | 43 660       | 100,00       | 43 705      | 100,00      |        |        |
| Abstentions   | Abstentions         | Abstentions        | 27 769       | 63,60        | 29 201      | 66,81       |        |        |
| Votants       | Votants             | Votants            | 15 891       | 36,40        | 14 504      | 33,19       |        |        |
| Blancs        | Blancs              | Blancs             | 108          | 0,25         | 249         | 0,57        |        |        |
| Nuls          | Nuls                | Nuls               | 251          | 0,57         | 259         | 0,59        |        |        |
| Exprimés      | Exprimés            | Exprimés           | 15 532       | 35,57        | 13 996      | 32,02       |        |        |

#### Sondages
| Source | Date de réalisation   | Échantillon | LO       | NPA    | DVG-ECO | EELV-PCF-G.s | PS     | LREM-MODEM | LR-UDI  | RN       | Autres |
| Source | Date de réalisation   | Échantillon | Gaillard | Labaye | Fraysse | Moncond'huy  | Claeys | Brottier   | Alquier | Courtois | Autres |
| ------ | --------------------- | ----------- | -------- | ------ | ------- | ------------ | ------ | ---------- | ------- | -------- | ------ |
| Source | Date de réalisation   | Échantillon |          |        |         |              |        |            |         |          | Autres |
| Ifop   | 17 au 21 février 2020 | 596         | 1        | 4      | 11      | 17           | 28     | 15         | 14      | 10       | -      |

| Source | Date de réalisation   | Échantillon | EELV-PCF-G.s | PS     | LREM-MODEM | LR-UDI  | RN       | Autres |
| Source | Date de réalisation   | Échantillon | Moncond'huy  | Claeys | Brottier   | Alquier | Courtois | Autres |
| ------ | --------------------- | ----------- | ------------ | ------ | ---------- | ------- | -------- | ------ |
| Source | Date de réalisation   | Échantillon |              |        |            |         |          | Autres |
| Ifop   | 17 au 21 février 2020 | 596         | 29           | 31     | 22         | 18      | -        | -      |
| Ifop   | 17 au 21 février 2020 | 596         | 27           | 36     | 27         | -       | 10       | -      |

N.B. :
- en gras sur fond coloré : le candidat arrivé en tête du sondage ;
- en gras sur fond blanc le candidat arrivé en deuxième position du sondage.

### Quinçay
- Maire sortant : Philippe Brault (DVG), est candidat à sa succession.

| Tête de liste | Tête de liste   | Liste       | Premier tour | Premier tour | Second tour | Second tour | Sièges | Sièges |
| Tête de liste | Tête de liste   | Liste       | Voix         | %            | Voix        | %           | CM     | CC     |
| ------------- | --------------- | ----------- | ------------ | ------------ | ----------- | ----------- | ------ | ------ |
|               | Philippe Brault | DVG         | 451          | 49,12        | 443         | 52,42       | 15     | 2      |
|               | Carole Maire    | SE          | 321          | 34,96        | 313         | 37,04       | 3      | 0      |
|               | José Thobie     | SE          | 146          | 15,90        | 89          | 10,53       | 1      | 0      |
|               |                 |             |              |              |             |             |        |        |
| Inscrits      | Inscrits        | Inscrits    | 1 651        | 100,00       | 1 657       | 100,00      |        |        |
| Abstentions   | Abstentions     | Abstentions | 709          | 42,94        | 793         | 47,86       |        |        |
| Votants       | Votants         | Votants     | 942          | 57,06        | 864         | 52,14       |        |        |
| Blancs        | Blancs          | Blancs      | 13           | 0,79         | 12          | 0,72        |        |        |
| Nuls          | Nuls            | Nuls        | 11           | 0,67         | 7           | 0,42        |        |        |
| Exprimés      | Exprimés        | Exprimés    | 918          | 55,60        | 845         | 51,00       |        |        |

### Roches-Prémarie-Andillé
- Maire sortant : Rémi Marchardier (PS), est candidat à sa succession.

| Tête de liste | Tête de liste   | Liste       | Premier tour | Premier tour | Sièges | Sièges |
| Tête de liste | Tête de liste   | Liste       | Voix         | %            | CM     | CC     |
| ------------- | --------------- | ----------- | ------------ | ------------ | ------ | ------ |
|               | Rémi Marchadier | PS          | 509          | 100,00       | 19     | 3      |
|               |                 |             |              |              |        |        |
| Inscrits      | Inscrits        | Inscrits    | 1 553        | 100,00       |        |        |
| Abstentions   | Abstentions     | Abstentions | 995          | 64,07        |        |        |
| Votants       | Votants         | Votants     | 558          | 35,93        |        |        |
| Blancs        | Blancs          | Blancs      | 17           | 1,09         |        |        |
| Nuls          | Nuls            | Nuls        | 32           | 2,06         |        |        |
| Exprimés      | Exprimés        | Exprimés    | 509          | 32,78        |        |        |

### Rouillé
- Maire sortante: Véronique Rochais-Cheminée (SE), est candidate à sa succession.

| Tête de liste | Tête de liste              | Liste       | Premier tour | Premier tour | Sièges | Sièges |
| Tête de liste | Tête de liste              | Liste       | Voix         | %            | CM     | CC     |
| ------------- | -------------------------- | ----------- | ------------ | ------------ | ------ | ------ |
|               | Jean-Luc Soulard           | SE          | 578          | 56,28        | 15     | 1      |
|               | Véronique Rochais-Cheminée | SE          | 449          | 43,71        | 4      | 0      |
|               |                            |             |              |              |        |        |
| Inscrits      | Inscrits                   | Inscrits    | 1 816        | 100,00       |        |        |
| Abstentions   | Abstentions                | Abstentions | 742          | 40,86        |        |        |
| Votants       | Votants                    | Votants     | 1 074        | 59,14        |        |        |
| Blancs        | Blancs                     | Blancs      | 14           | 0,77         |        |        |
| Nuls          | Nuls                       | Nuls        | 33           | 1,82         |        |        |
| Exprimés      | Exprimés                   | Exprimés    | 1 027        | 56,55        |        |        |

### Saint-Benoît
- Maire sortant : Dominique Clément (DVD), n'est pas candidat à sa succession.

| Tête de liste | Tête de liste      | Liste       | Premier tour | Premier tour | Sièges | Sièges |
| Tête de liste | Tête de liste      | Liste       | Voix         | %            | CM     | CC     |
| ------------- | ------------------ | ----------- | ------------ | ------------ | ------ | ------ |
|               | Bernard Peterlongo | DVD         | 1 321        | 100,00       | 29     | 3      |
|               |                    |             |              |              |        |        |
| Inscrits      | Inscrits           | Inscrits    | 5 504        | 100,00       |        |        |
| Abstentions   | Abstentions        | Abstentions | 4 031        | 73,24        |        |        |
| Votants       | Votants            | Votants     | 1 473        | 26,76        |        |        |
| Blancs        | Blancs             | Blancs      | 85           | 1,54         |        |        |
| Nuls          | Nuls               | Nuls        | 67           | 1,22         |        |        |
| Exprimés      | Exprimés           | Exprimés    | 1 321        | 24,00        |        |        |

### Saint-Georges-lès-Baillargeaux
- Maire sortant : Jean-Claude Boutet (DVD), n'est pas candidat à sa succession.

| Tête de liste | Tête de liste  | Liste       | Premier tour | Premier tour | Sièges | Sièges |
| Tête de liste | Tête de liste  | Liste       | Voix         | %            | CM     | CC     |
| ------------- | -------------- | ----------- | ------------ | ------------ | ------ | ------ |
|               | Éric Ghirlanda | DVD         | 1 095        | 100,00       | 27     | 1      |
|               |                |             |              |              |        |        |
| Inscrits      | Inscrits       | Inscrits    | 3 279        | 100,00       |        |        |
| Abstentions   | Abstentions    | Abstentions | 2 099        | 64,01        |        |        |
| Votants       | Votants        | Votants     | 1 180        | 35,99        |        |        |
| Blancs        | Blancs         | Blancs      | 40           | 1,22         |        |        |
| Nuls          | Nuls           | Nuls        | 45           | 1,37         |        |        |
| Exprimés      | Exprimés       | Exprimés    | 1 095        | 33,39        |        |        |

### Saint-Julien-l'Ars
- Maire sortant : Dominique Eloy (DVG), est candidat à sa succession.

| Tête de liste | Tête de liste  | Liste       | Premier tour | Premier tour | Sièges | Sièges |
| Tête de liste | Tête de liste  | Liste       | Voix         | %            | CM     | CC     |
| ------------- | -------------- | ----------- | ------------ | ------------ | ------ | ------ |
|               | Dominique Eloy | DVG         | 616          | 61,84        | 19     | 1      |
|               | Josiane Martin | SE          | 380          | 38,15        | 4      | 0      |
|               |                |             |              |              |        |        |
| Inscrits      | Inscrits       | Inscrits    | 2 123        | 100,00       |        |        |
| Abstentions   | Abstentions    | Abstentions | 1 089        | 51,30        |        |        |
| Votants       | Votants        | Votants     | 1 034        | 48,70        |        |        |
| Blancs        | Blancs         | Blancs      | 10           | 0,47         |        |        |
| Nuls          | Nuls           | Nuls        | 28           | 1,32         |        |        |
| Exprimés      | Exprimés       | Exprimés    | 996          | 46,91        |        |        |

### Saint-Martin-la-Pallu
- Maire sortant : Henri Renaudeau (DVD), est candidat à sa succession.

| Tête de liste | Tête de liste     | Liste       | Premier tour | Premier tour | Sièges | Sièges |
| Tête de liste | Tête de liste     | Liste       | Voix         | %            | CM     | CC     |
| ------------- | ----------------- | ----------- | ------------ | ------------ | ------ | ------ |
|               | Henri Renaudeau   | DVD         | 1 271        | 64,45        | 27     | 6      |
|               | Max-André Bruneau | SE          | 701          | 35,54        | 6      | 1      |
|               |                   |             |              |              |        |        |
| Inscrits      | Inscrits          | Inscrits    | 4 168        | 100,00       |        |        |
| Abstentions   | Abstentions       | Abstentions | 2 104        | 50,48        |        |        |
| Votants       | Votants           | Votants     | 2 064        | 49,52        |        |        |
| Blancs        | Blancs            | Blancs      | 27           | 0,65         |        |        |
| Nuls          | Nuls              | Nuls        | 65           | 1,56         |        |        |
| Exprimés      | Exprimés          | Exprimés    | 1 972        | 47,31        |        |        |

### Scorbé-Clairvaux
- Maire sortant : Lucien Jugé (LR), est candidat à sa succession.

| Tête de liste | Tête de liste | Liste       | Premier tour | Premier tour | Sièges | Sièges |
| Tête de liste | Tête de liste | Liste       | Voix         | %            | CM     | CC     |
| ------------- | ------------- | ----------- | ------------ | ------------ | ------ | ------ |
|               | Lucien Jugé   | LR          | 582          | 100,00       | 19     | 1      |
|               |               |             |              |              |        |        |
| Inscrits      | Inscrits      | Inscrits    | 1 763        | 100,00       |        |        |
| Abstentions   | Abstentions   | Abstentions | 1 066        | 60,47        |        |        |
| Votants       | Votants       | Votants     | 697          | 39,53        |        |        |
| Blancs        | Blancs        | Blancs      | 16           | 0,91         |        |        |
| Nuls          | Nuls          | Nuls        | 99           | 5,62         |        |        |
| Exprimés      | Exprimés      | Exprimés    | 582          | 33,01        |        |        |

### Sèvres-Anxaumont
- Maire sortante: Nicole Merle (DVD), n'est pas candidate à sa succession.

| Tête de liste | Tête de liste | Liste       | Premier tour | Premier tour | Sièges | Sièges |
| Tête de liste | Tête de liste | Liste       | Voix         | %            | CM     | CC     |
| ------------- | ------------- | ----------- | ------------ | ------------ | ------ | ------ |
|               | Romain Mignot | SE          | 611          | 100,00       | 19     | 1      |
|               |               |             |              |              |        |        |
| Inscrits      | Inscrits      | Inscrits    | 1 736        | 100,00       |        |        |
| Abstentions   | Abstentions   | Abstentions | 1 053        | 60,66        |        |        |
| Votants       | Votants       | Votants     | 683          | 39,34        |        |        |
| Blancs        | Blancs        | Blancs      | 19           | 1,09         |        |        |
| Nuls          | Nuls          | Nuls        | 53           | 3,05         |        |        |
| Exprimés      | Exprimés      | Exprimés    | 611          | 35,20        |        |        |

### Smarves
- Maire sortant : Philippe Barrault (SE), est candidat à sa succession.

| Tête de liste | Tête de liste     | Liste       | Premier tour | Premier tour | Sièges | Sièges |
| Tête de liste | Tête de liste     | Liste       | Voix         | %            | CM     | CC     |
| ------------- | ----------------- | ----------- | ------------ | ------------ | ------ | ------ |
|               | Philippe Barrault | SE          | 729          | 100,00       | 23     | 4      |
|               |                   |             |              |              |        |        |
| Inscrits      | Inscrits          | Inscrits    | 2 035        | 100,00       |        |        |
| Abstentions   | Abstentions       | Abstentions | 1 194        | 58,67        |        |        |
| Votants       | Votants           | Votants     | 841          | 41,33        |        |        |
| Blancs        | Blancs            | Blancs      | 62           | 3,05         |        |        |
| Nuls          | Nuls              | Nuls        | 50           | 2,46         |        |        |
| Exprimés      | Exprimés          | Exprimés    | 729          | 35,82        |        |        |

### Thuré
- Maire sortant : Dominique Chaine (PS), est candidat à sa succession.

| Tête de liste | Tête de liste    | Liste       | Premier tour | Premier tour | Sièges | Sièges |
| Tête de liste | Tête de liste    | Liste       | Voix         | %            | CM     | CC     |
| ------------- | ---------------- | ----------- | ------------ | ------------ | ------ | ------ |
|               | Dominique Chaine | PS          | 711          | 100,00       | 23     | 2      |
|               |                  |             |              |              |        |        |
| Inscrits      | Inscrits         | Inscrits    | 2 310        | 100,00       |        |        |
| Abstentions   | Abstentions      | Abstentions | 1 510        | 65,37        |        |        |
| Votants       | Votants          | Votants     | 800          | 34,63        |        |        |
| Blancs        | Blancs           | Blancs      | 29           | 1,26         |        |        |
| Nuls          | Nuls             | Nuls        | 60           | 2,60         |        |        |
| Exprimés      | Exprimés         | Exprimés    | 711          | 30,78        |        |        |

### Valdivienne
- Maire sortant : Michel Bigeau (PS), n'est pas candidat à sa succession.

| Tête de liste | Tête de liste   | Liste       | Premier tour | Premier tour | Sièges | Sièges |
| Tête de liste | Tête de liste   | Liste       | Voix         | %            | CM     | CC     |
| ------------- | --------------- | ----------- | ------------ | ------------ | ------ | ------ |
|               | Claudie Bauvais | SE          | 641          | 100,00       | 23     | 5      |
|               |                 |             |              |              |        |        |
| Inscrits      | Inscrits        | Inscrits    | 1 957        | 100,00       |        |        |
| Abstentions   | Abstentions     | Abstentions | 1 140        | 58,25        |        |        |
| Votants       | Votants         | Votants     | 817          | 41,75        |        |        |
| Blancs        | Blancs          | Blancs      | 35           | 1,79         |        |        |
| Nuls          | Nuls            | Nuls        | 141          | 7,20         |        |        |
| Exprimés      | Exprimés        | Exprimés    | 641          | 32,75        |        |        |

### Valence-en-Poitou
- Maire sortant : Philippe Bellin (DVG), est candidat à sa succession.

| Tête de liste | Tête de liste          | Liste       | Premier tour | Premier tour | Sièges | Sièges |
| Tête de liste | Tête de liste          | Liste       | Voix         | %            | CM     | CC     |
| ------------- | ---------------------- | ----------- | ------------ | ------------ | ------ | ------ |
|               | Philippe Bellin        | DVC         | 862          | 57,65        | 23     | 6      |
|               | Jean-Claude Bosseboeuf | SE          | 324          | 21,67        | 3      | 1      |
|               | Sybil Pécriaux         | DVD         | 309          | 20,66        | 3      | 0      |
|               |                        |             |              |              |        |        |
| Inscrits      | Inscrits               | Inscrits    | 3 322        | 100,00       |        |        |
| Abstentions   | Abstentions            | Abstentions | 1 741        | 52,41        |        |        |
| Votants       | Votants                | Votants     | 1 581        | 47,59        |        |        |
| Blancs        | Blancs                 | Blancs      | 39           | 1,17         |        |        |
| Nuls          | Nuls                   | Nuls        | 47           | 1,41         |        |        |
| Exprimés      | Exprimés               | Exprimés    | 1 495        | 45,00        |        |        |

### Vivonne
- Maire sortant : Maurice Ramblière (DVD), n'est pas candidat à sa succession.

| Tête de liste | Tête de liste      | Liste       | Premier tour | Premier tour | Sièges | Sièges |
| Tête de liste | Tête de liste      | Liste       | Voix         | %            | CM     | CC     |
| ------------- | ------------------ | ----------- | ------------ | ------------ | ------ | ------ |
|               | Rose-Marie Bertaud | DVD         | 704          | 51,20        | 21     | 5      |
|               | Bernard Barbotin   | DVG         | 385          | 28,00        | 4      | 1      |
|               | Florian Rétif      | DVC         | 286          | 20,80        | 2      | 0      |
|               |                    |             |              |              |        |        |
| Inscrits      | Inscrits           | Inscrits    | 2 736        | 100,00       |        |        |
| Abstentions   | Abstentions        | Abstentions | 1 322        | 48,32        |        |        |
| Votants       | Votants            | Votants     | 1 414        | 51,68        |        |        |
| Blancs        | Blancs             | Blancs      | 20           | 0,73         |        |        |
| Nuls          | Nuls               | Nuls        | 19           | 0,69         |        |        |
| Exprimés      | Exprimés           | Exprimés    | 1 375        | 50,26        |        |        |

### Vouillé
- Maire sortant : Éric Martin (SE), est candidat à sa succession.

| Tête de liste | Tête de liste | Liste       | Premier tour | Premier tour | Sièges | Sièges |
| Tête de liste | Tête de liste | Liste       | Voix         | %            | CM     | CC     |
| ------------- | ------------- | ----------- | ------------ | ------------ | ------ | ------ |
|               | Éric Martin   | SE          | 851          | 100,00       | 27     | 4      |
|               |               |             |              |              |        |        |
| Inscrits      | Inscrits      | Inscrits    | 2 689        | 100,00       |        |        |
| Abstentions   | Abstentions   | Abstentions | 1 740        | 64,71        |        |        |
| Votants       | Votants       | Votants     | 949          | 35,29        |        |        |
| Blancs        | Blancs        | Blancs      | 26           | 0,97         |        |        |
| Nuls          | Nuls          | Nuls        | 72           | 2,68         |        |        |
| Exprimés      | Exprimés      | Exprimés    | 851          | 31,65        |        |        |

### Vouneuil-sous-Biard
- Maire sortant : Alain Tanguy (SE), n'est pas candidat à sa succession.

| Tête de liste | Tête de liste          | Liste       | Premier tour | Premier tour | Second tour | Second tour | Sièges | Sièges |
| Tête de liste | Tête de liste          | Liste       | Voix         | %            | Voix        | %           | CM     | CC     |
| ------------- | ---------------------- | ----------- | ------------ | ------------ | ----------- | ----------- | ------ | ------ |
|               | Jean-Charles Auzanneau | DVC         | 783          | 37,03        | 777         | 36,44       | 20     | 2      |
|               | Cécile Ruy-Carpentier  | DVD         | 670          | 31,69        | 613         | 28,75       | 4      | 0      |
|               | Joël Michelin          | DVG         | 661          | 31,26        | 742         | 34,80       | 5      | 0      |
|               |                        |             |              |              |             |             |        |        |
| Inscrits      | Inscrits               | Inscrits    | 4 427        | 100,00       | 4 440       | 100,00      |        |        |
| Abstentions   | Abstentions            | Abstentions | 2 249        | 50,80        | 2 268       | 51,08       |        |        |
| Votants       | Votants                | Votants     | 2 178        | 49,20        | 2 172       | 48,92       |        |        |
| Blancs        | Blancs                 | Blancs      | 29           | 0,66         | 25          | 0,56        |        |        |
| Nuls          | Nuls                   | Nuls        | 35           | 0,79         | 15          | 0,34        |        |        |
| Exprimés      | Exprimés               | Exprimés    | 2 114        | 47,75        | 2 132       | 48,02       |        |        |

### Vouneuil-sur-Vienne
- Maire sortant : Johnny Boisson (SE), est candidat à sa succession.

| Tête de liste | Tête de liste    | Liste       | Premier tour | Premier tour | Sièges | Sièges |
| Tête de liste | Tête de liste    | Liste       | Voix         | %            | CM     | CC     |
| ------------- | ---------------- | ----------- | ------------ | ------------ | ------ | ------ |
|               | Johnny Boisson   | SE          | 727          | 77,34        | 17     | 1      |
|               | Patrick Blossier | SE          | 213          | 22,65        | 2      | 0      |
|               |                  |             |              |              |        |        |
| Inscrits      | Inscrits         | Inscrits    | 1 561        | 100,00       |        |        |
| Abstentions   | Abstentions      | Abstentions | 604          | 38,69        |        |        |
| Votants       | Votants          | Votants     | 957          | 61,31        |        |        |
| Blancs        | Blancs           | Blancs      | 3            | 0,19         |        |        |
| Nuls          | Nuls             | Nuls        | 14           | 0,90         |        |        |
| Exprimés      | Exprimés         | Exprimés    | 940          | 60,22        |        |        |